# Spoiler (Medien)
Ein Spoiler (englisch to spoil, „verderben“) ist eine Information, die wesentliche Handlungselemente eines belletristischen Werks, eines Films, eines Videospiels, eines Hörbuchs, eines Sportereignisses oder Folgen einer Fernsehserie zusammenfasst und dadurch dazu geeignet ist, den Genuss am vollständigen Werk bzw. an der darin enthaltenen Spannung zu verderben.

## Abgrenzung
Meist ist die Wiedergabe von Handlungselementen eines Plots gemeint, die für den Fortgang oder die Auflösung der jeweiligen Geschichte eine entscheidende Rolle spielen und deren Vorfeldkenntnis dem Leser, Zuschauer oder Hörer die Spannung raubt. Wer beispielsweise in einem Krimi der Whodunit-Gattung bereits zu Beginn den Namen des Täters kennt, wird einen solchen Roman oder Film möglicherweise nur mit eingeschränktem Genuss konsumieren. Beispielsweise werden die Besucher des Theaterstücks Die Mausefalle von Agatha Christie im Londoner St Martin’s Theatre seit 1952 gebeten, den Mörder nicht an nächste Besucher zu verraten. Andererseits ist es zumindest fraglich, ob der Genuss stets unter einem solchen Verrat leidet, so zumindest das Untersuchungsergebnis der US-amerikanischen Psychologen Jonathan Leavitt und Nicholas Christenfeld im Jahre 2011.
Die unerbetene Weitergabe von Spoilern gilt allgemein als grobe Unhöflichkeit. Ein Spoiler ist daher in Foren oft mit rauem Ton anzutreffen und wird zumeist als Angriff auf Fangemeinden eingesetzt. In diesem Fall ist der Spoiler umso wirkungsvoller, je kürzer er ist. So kann z. B. durch die Information über den Tod eines Protagonisten vielen Fans der Spaß verdorben werden.
Bei Quellen, die informativ ausgerichtet sind und nicht der Anregung zum Medienkonsum dienen sollen (z. B. wissenschaftliche Abhandlungen oder Lexika) sind Spoiler hingegen üblich und für die Zweckerfüllung der Quellen auch unerlässlich. Bei Quellen mit werbender sowie informativer Ausrichtung (z. B. literarischen Rezensionen) muss ein Kompromiss gefunden werden. So wurde der Name der im sechsten Band der Harry-Potter-Serie sterbenden Hauptfigur von den deutschen Medien nicht bereits mit dem Erscheinen der englischen Ausgabe preisgegeben, sondern erst bei Rezensionen der deutschen Ausgabe.
Im Bereich der Fernsehserien hat sich das Risiko von Spoilern seit Beginn der 2000er Jahre durch die veränderten Sehgewohnheiten stark erhöht. Durch Mediatheken, Video-on-Demand-Dienste und illegale Streaming-Websites wie kinox.to haben Zuschauer technisch die Möglichkeit, meist mit der Veröffentlichung einer neuen Serie auf alle Folgen zuzugreifen. Insbesondere durch den Trend des Binge Watching, das Ansehen mehrerer Folgen einer Serie am Stück, haben einige Zuschauer einen Wissensvorsprung über wesentliche Plot Points der Handlung. Im Gegensatz dazu war es vor dieser Zeit im Bereich des linearen Fernsehens für die meisten Zuschauer nahezu unmöglich, eine Folge vor den anderen Zuschauern zu sehen und dadurch Inhalte eher zu erfahren.

## Spoilerwarnungen
In einigen Medien hat es sich eingebürgert, dass einer Erläuterung wichtiger Elemente der Handlung von Büchern, Filmen oder Computerspielen sogenannte Spoilerwarnungen vorausgeschickt werden. Dies ist vor allem in einschlägigen Fan- und Diskussionsforen sowie im Usenet üblich. Auch in der weltweit größten Filmdatenbank (IMDb) sind Spoilerwarnungen für alle Rezensenten verpflichtend.
In Zusammenhängen, die sich nicht primär mit den medialen Umsetzungen von Geschichten beschäftigen (z. B. Lexika), sind Spoilerwarnungen unüblich. In der deutschsprachigen Wikipedia wurden Spoilerwarnungen durch ein Meinungsbild abgeschafft.
Sie werden allerdings bisweilen in ironischer oder parodistischer Absicht auf andere Medien übertragen. Außerhalb bestimmter Internet-Communitys konnten sich Spoilerwarnungen bisher nicht dauerhaft etablieren.
Die Spoilerwarnung ist allerdings keine originäre Erfindung des Internets. So war es im Ersten Deutschen Fernsehen vor vielen Jahren für kurze Zeit üblich, vor dem Beginn der samstäglichen Sportschau-Sendung die Bundesliga-Ergebnisse nur in Form einer Texttafel anzukündigen und an der Erhaltung ihrer Spannung interessierte Zuschauer darum zu bitten, kurz die Augen zu schließen. Der internettypische Begriff „Spoilerwarnung“ war zu diesem Zeitpunkt freilich noch unbekannt. Auch in der Sendung Was bin ich? wurde die Einblendung des zu ratenden Berufes angekündigt und mit einem Gongschlag beendet. Ebenso wurde es beim populären Bilderrätsel in der WDR-Sendung Zimmer frei!. gehandhabt. In der Ratesendung Pssst … und deren konzeptionellem Nachfolger Kaum zu glauben! kam dafür jeweils eine Enten- bzw. Möventröte zum Einsatz.
Die Art der Spoilerwarnungen unterscheidet sich von Medium zu Medium und von Milieu zu Milieu. In Texten im Internet zum Beispiel folgen einem deutlich sichtbar hervortretenden Hinweis (durch Fettschrift, andere Schriftgrößen, Farbe usw.) einige Leerzeilen und erst danach die entsprechenden Inhalte, wieder gefolgt von weiteren Leerzeilen. Manchmal wird auch auf das Ende des Spoilers durch einen speziellen Hinweis aufmerksam gemacht.
In Usenet-Beiträgen werden Spoiler regelmäßig mit ROT13 verschlüsselt. Eine weitere Form der Spoilerwarnung ist das sogenannte Highlight to Read („zum Lesen hervorheben“). Dabei werden nach dem Hinweis „Spoiler – Highlight to Read“ die betreffenden Textteile in einer Schriftfarbe geschrieben, die mit der Farbe des Hintergrundes identisch ist. Nur, wenn die entsprechende Stelle mit der Maus markiert wird, lässt sich der Text auch lesen. Dadurch soll das unbeabsichtigte Lesen dieser Spoiler vermieden werden. Unterschiedliche Browser können allerdings unerwünschte Ergebnisse bringen – und im Lesemodus wird die Farbeinstellung meistens ignoriert. Ähnlich geht die Computerspielplattform Steam auch mit Screenshots von Spielen um, die, so sie wichtige Wendungen oder Schlüsselszenen verraten könnten, im Voraus von der hochladenden Person gekennzeichnet werden (sollen). Es gibt auch Textfelder, die man anklicken muss, um den entsprechenden Text lesen zu können.
In gedruckten Publikationen werden Texte, deren Inhalt nicht sofort ins Auge fallen soll, gelegentlich in Spiegelschrift oder auf dem Kopf stehend gesetzt. Diese Technik wird am häufigsten für Rätsel-Auflösungen angewendet. In diesem Fall handelt es sich de facto um eine Spoilervermeidung.
Ähnlich den Spoilerwarnungen verwenden die Benutzer von Selbsthilfeforen sogenannte Triggerwarnungen. Diese werden teilweise ebenfalls als Spoiler bezeichnet.

## Wirkung von Spoilern
Eine Studie des an der University of California, San Diego tätigen Psychologen Nicholas Christenfeld kam zu dem Ergebnis, dass Personen, denen man zuvor das Ende einer Geschichte gespoilert hatte, diese durchschnittlich als besser einstuften. Der Effekt zeige sich in allen Genres.

## Beispiele
- Der Spoiler „Der Borsche war’s“, den der Kabarettist Wolfgang Neuss 1962 in Anzeigen verbreitete, verriet den Mörder des Films Das Halstuch von Francis Durbridge. Der Durbridge-Krimi lief im Januar 1962 in dem neuen Medium Fernsehen als bundesweiter ARD-Straßenfeger. Neuss wurde landesweit als Buhmann der Nation und „Vaterlandsverräter“ (Bild) bekannt, weil er durch den Spoiler versuchte, Zuschauer in seinen eigenen Film Genosse Münchhausen ins Kino und somit weg vom Fernseher zu locken.
- In der Zeichentrick-Serie Die Simpsons (Folge 3.12: Blick zurück ins Eheglück) wird etwas Vergleichbares parodiert: Homer Simpson kommt in den 1980er Jahren nach dem Film Das Imperium schlägt zurück aus einem Kino; während er an den anstehenden Filmfans vorbeikommt, unterhält er sich lautstark darüber, dass „Darth Vader Lukes Vater“ ist.
- Der gleiche Gag findet sich auch in der Parodie Beilight – Bis(s) zum Abendbrot wieder. Dort geht die Protagonistin mit ihrer Freundin aus der bis dato noch fiktiven Verfilmung des Buches Breaking Dawn an einer langen, an der Kasse anstehenden Menschenschlange vorbei, und unterhält sich darüber, wie verrückt es ist, „ein Vampirbaby zu haben“ (der offensichtliche Inhalt des Films).
- In der britischen Fernsehserie Doctor Who sind Spoiler in den Staffeln vier bis sieben der neuen Serien immer gegenwärtig. Der Doctor trifft hier oft auf eine Person aus seiner Zukunft. Ihr Tagebuch, ihre Vergangenheit, enthält seine Zukunft. Deswegen hindert sie ihn mit einem regelmäßigen „Spoiler!“ am Lesen.